# Црвени Рус
Црвени Рус је коктел који се прави тако што се у чашу за виски преко леда улије једнака количина вотке и ликера од трешања.